# ونسان موسکاتو
ونسان موسکاتو (فرانسوی: Vincent Moscato‎؛ زادهٔ ۲۸ اوت ۱۹۶۵) ورزشکار راگبی اهل فرانسه است. وی همچنین در تیم ملی راگبی فرانسه بازی کرده است.
از فیلم‌ها یا برنامه‌های تلویزیونی که وی در آن نقش داشته است، می‌توان به آستریکس در بازی‌های المپیک، کمد و ساکت باش اشاره کرد.